# Аделхайд фон Насау
Вижте пояснителната страница за други личности с името Аделхайд.
Аделхайд фон Насау (на немски: Adelheid von Nassau; * ок. 1311, Висбаден; † 8 август 1344) от Валрамската линия на Дом Насау, е графиня от Насау-Висбаден, Идщайн и Вайлбург и чрез женитба господарка на Ханау.

## Произход
Тя е дъщеря на граф Герлах I фон Насау († 1361) и първата му съпруга Агнес фон Хесен († 13 януари 1332), дъщеря на ландграф Хайнрих Млади фон Хесен († 1298) и Агнес Баварска († 1345), сестра на император Лудвиг Баварски († 1347). Баща ѝ е вторият син на император Адолф от Насау († 1298), граф на Насау, римско-немски крал на Германия, и съпругата му Имагина фон Изенбург-Лимбург († 1318). Преди 4 януари 1337 г. баща ѝ се жени втори път за Ирменгард фон Хоенлое-Вайкерсхайм († 1371).
Аделхайд фон Насау умира на 8 август 1344 г. и е погребана в манастира Арнсбург, днес част от град Лих.

## Фамилия
Аделхайд фон Насау се омъжва на 16 май 1326 г. в Ханау за Улрих III фон Ханау (* 1310; † 1369/1370), най-големият син на Улрих II фон Ханау († 1346) и Агнес фон Хоенлое († 1346). Те имат девет деца:
- Улрих IV (* 1330/1340; † 1380), от 1369/1370 г. господар на Ханау, женен на 15 февруари 1366 г. за Елизабет фон Вертхайм (* 1347; † 28 февруари 1378)
- Райнхард фон Ханау († сл. 1400), провост в Ксантен
- Елизабет († 2 октомври 1396), омъжена ок. 22 юли 1355 г. за граф Вилхелм II фон Катценелнбоген († 1385)
- Готфрид
- Крафт († сл. 1370)
- Конрад
- Бернхард († сл. 1400)
- Агнес († 4 август сл. 1346), през 1346 г. монахиня в манастир „Кларентал“ при Висбаден
- Анна († сл. 1396), абатиса в манастир „Патерсхаузен“ 1396 г.